# Unione Sovietica ai XII Giochi olimpici invernali
L'Unione Sovietica partecipò ai XII Giochi olimpici invernali, svoltisi a Innsbruck, Austria, dal 4 al 15 febbraio 1976, con una delegazione di 79 atleti impegnati in nove discipline.